# Пакистано-таиландские отношения
Пакистано-таиландские отношения — двусторонние дипломатические отношения между Пакистаном и Таиландом. Установлены 10 октября 1951 года. Пакистан имеет посольство в Бангкоке, а Таиланд имеет посольство в Исламабаде и генеральное консульство в Карачи.

## Торговля
Объём двусторонней торговли между Пакистаном и Таиландом в 2008 году составил около 750 миллионов долларов США. При этом часть пакистанского экспорта в Таиланд приходится на морепродукты, текстиль и другие товары, а тайский экспорт в Пакистан - на автомобили и химическую продукцию.

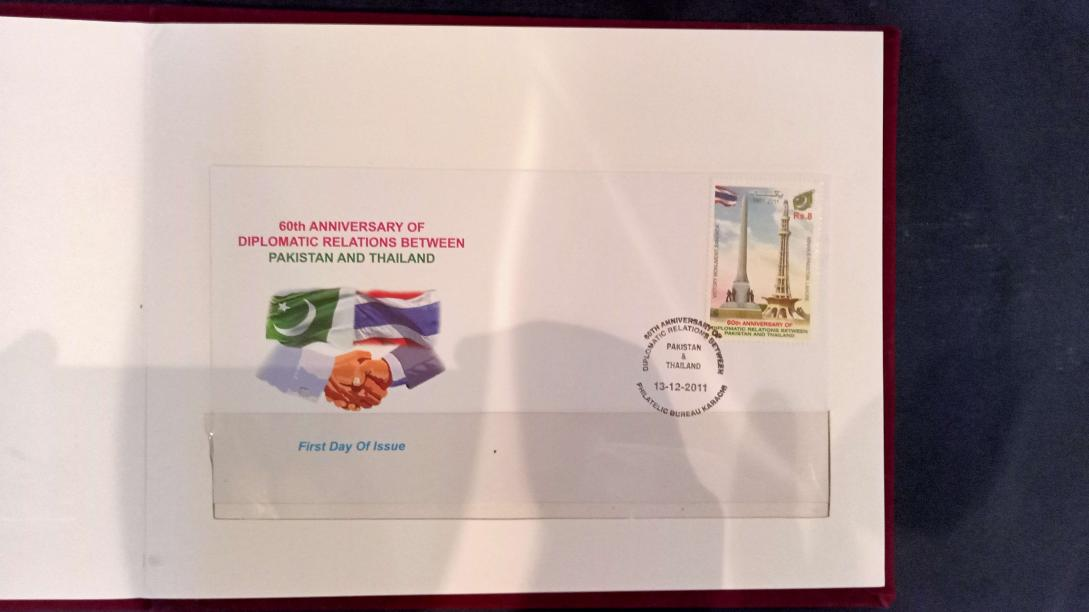
Марка, посвящённая шестидесятой годовщине установления дипломатических отношений между странами.

Инвестиционные советы двух стран подписали меморандум о взаимопонимании (MoU) по обмену информацией об инвестициях, поощрению потенциальных инвесторов и технической помощи. Также была создана тайско-пакистанская торговая палата для содействия торговле и инвестициям между двумя странами.

В августе 2013 года тогдашняя премьер-министр Таиланда Йинглак Чиннават посетила Пакистан с первым за десятилетие визитом.

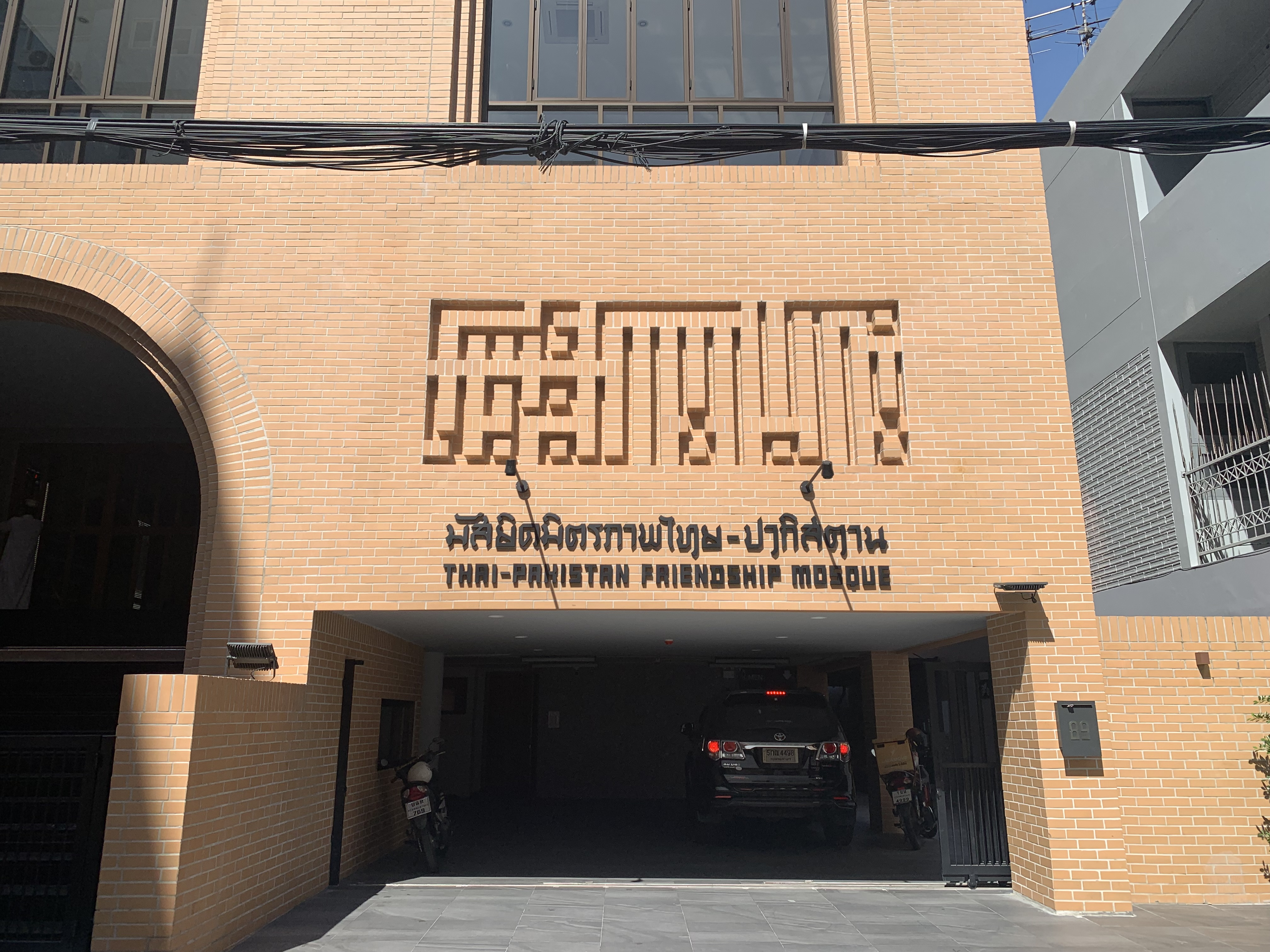
Мечеть тайско-пакистанской дружбы в Бангкоке.

## Население
В 2008 году в общей сложности 63 258 пакистанцев посетили Таиланд с целью туризма, и 2 618 тайцев посетили Пакистан с той же целью. Пакистан - популярное место для паломничества буддистов, поскольку здесь расположено несколько древних буддийских святынь. Около 120 пакистанских студентов учатся Азиатском технологическом институте в Бангкоке, также несколько сотен тайских студентов-мусульман изучают религию в пакистанских университетах.

## Сотрудничество в области обороны
Обе страны проявили интерес к сотрудничеству в области обороны и провели встречи на высоком уровне. Пакистанский оружейный завод (POF) экспортирует в Таиланд различные виды боеприпасов, включая артиллерийские боеприпасы, взрыватели и аэрозольные баллоны.